# الرويحة
رويحة منطقة عراقية في قضاء السلمان بمحافظة المثنى بصحراء الحجرة بالبادية العراقية جنوب العراق، فيها بئر ماؤها عذب عمقها 35 متراً، حفرها جزاع الخش سنة 1940 م، بينها وبين تكيد 7 كيلومترات. قريب من منطقة طراك البوش.